# خطرناک (آلبوم)
خطرناک (به انگلیسی: Dangerous)، نام هشتمین آلبوم استودیویی هنرمند ضبط آمریکایی، مایکل جکسون است که در تاریخ ۲۶ نوامبر ۱۹۹۱ (۵ آذر ۱۳۷۰ ه.ش) منتشر شد. این آلبوم در جدول موسیقی بیلبورد ۲۰۰ در رتبۀ نخست جای گرفت و این جایگاه را تا ۴ هفته حفظ کرد. این آلبوم یکی از پرفروش ترین آلبوم‌های جهان بوده و بعد از ۲۰ سال کل فروشش به ۳۲ میلیون نسخه رسیده است. روند فروش این آلبوم تند تر از آلبوم قبلی او، «بد»، بود. آلبوم خطرناک نامزد ۴ جایزه گرمی شد که توانست در «بهترین مهندسی آلبوم» برنده شود.

## موضوع آلبوم
استفن ارلوین از ال موزیک، اظهار می‌کند که، آلبوم خطرناک جکسون را به صورت یک فرد کاملاً متناقض نشان می‌دهد. او توضیح می‌دهد که، این آلبوم متفاوت تر  و متنوع تر از آلبوم قبلی او، بد  است. به‌طوری که، مخاطب حرفه‌ای را مورد توجه قرار می‌دهد، اما با قطعات حماسی نظیر دنیا را التیام بده  برای مخاطب سطح متوسط نیز جذاب است. قسمت اول آلبوم، به سبک نیو جک سوینگ پرداخته‌است و شامل قطعات جم و زمان رو به یاد بیار است.  در آهنگ سیاه یا سفید، جکسون از المنت‌های هارد راک استفاده می‌کند. در این آلبوم، جکسون برای اولین بار ناهنجاری‌های اجتماعی را جزء موضوعات اصلی موسیقی خود قرار می‌دهد. برای مثال «چرا می‌خوای دربارهٔ من وهم بسازی» علیه گرسنگی جهانی، ایدز، بی خانمانی، سوء استفاده از داروها و مواد مخدر اعتراض می‌کند. آلبوم خطرناک  حاوی تلاش‌هایی دربارهٔ بیان تمایلات جنسی، مثل آهنگ «در پستو» است. آهنگ رمانتیکی دربارهٔ میل و انکار، ریسک و خوددار بودن، زهد و رابطه و خلوت و افشاء. قطعهٔ هم‌نام با عنوان آلبوم، یعنی آهنگ «خطرناک» ادامه‌ای است بر موضوع عاشق طعمه جو و میل مفرط.  قسمت دوم آلبوم شامل آهنگ‌هایی حماسی به سبک پاپ ـ گاسپل درون گرا است، مانند: «دنیا را التیام بده»، «آیا آنجا خواهی بود» و «ایمانو حفظ کن». در این آهنگ‌ها، جکسون سرانجام لب به سخن دربارهٔ برخی دل‌مشغولی‌ها و نگرانی‌های شخصی‌اش باز می‌کند. در بالاد «خیلی زود رفت»، جکسون به دوستش رایان وایت، و افرادی که بر اثر بداقبالی مبتلا به ایدز شده‌اند، ادای احترام می‌نماید.

## نقدها
جو ووگل، منتقد موسیقی، در یادداشتی تحت عنوان «چگونه آلبوم خطرناک پارادوکس نژادی مایکل جکسون را آغاز کرد؟» در روزنامهٔ گاردین می‌نوسید: «هرچه رنگ پوست سلطان پاپ روشن‌تر شد، موسیقی او سیاسی‌تر شد و آلبوم ۱۹۹۱ او، که اغلب نادیده گرفته می‌شود، به خوبی این لحظه‌ی اساسی در موسیقی را بیان می‌کند.»

## فهرست آهنگ‌ها
- «جم» Jam
- «چرا می‌خوای دربارهٔ من وهم بسازی» Why You Wanna Trip on Me
- «در پستو» In the Closet
- «او مرا دیوانه می‌کند» She Drives Me Wild
- «زمانی را به یاد بیار» Remember the Time
- «نمی تونم بذارم بره» Can't Let Her Get Away
- «دنیا را شفا بده» Heal the World
- «سیاه یا سفید» Black or White
- «او کیست» Who Is It
- «تسلیم من شو» Give In to Me
- «آیا آنجا خواهی بود» Will You Be There
- «ایمانتو نگه دار» Keep The Faith
- «خیلی زود رفت» Gone Too Soon
- «خطرناک» Dangerous